# 석호중학교
석호중학교(石湖中學校)는 대한민국 경기도 안산시 상록구 사동에 있는 공립 중학교이다.

## 학교 연혁
- 2008년 1월 7일 : 석호중학교 인가
- 2008년 3월 1일 : 초대 교장 안용묵 취임
- 2008년 3월 3일 : 제1회 입학식(12학급 475명 입학)
- 2011년 2월 10일 : 제1회 졸업식(12학급 456명 졸업)
- 2023년 9월 1일 : 제5대 교장 양성애 취임
- 2024년 1월 4일 : 제14회 졸업식(3학급 81명) (졸업연인원 3,425명)
- 2024년 3월 4일 : 제17회 입학식(3(1)학급 65명)

## 참고 자료
- 석호중학교 - 한국교육학술정보원 학교알리미